# Ioan Vieru (poet)
Ioan Vieru (n. 6 mai 1962, Târgu Neamț) este un poet, eseist și jurnalist român.

## Biografie
A debutat în revistele Cronica, (1977) Iași, cu sprijinul lui Nicolae Turtureanu și al profesorului Liviu Leonte, și în  Luceafărul, (1980), cu o prezentare a poetului și, ulterior, a cunoscutului disident Dorin Tudoran.
În perioada anilor '70, a fost susținut de profesorul Tudor Opriș, remarcându-se la concursurile literare naționale ale elevilor ca unul dintre cei  mai  promițători laureați.
Din motive ideologice, după refuzul oricărei intervenții în textul poetic, cu toate încercările unor critici literari cunoscuți care au prezentat referate elogioase, primul volum de poezii, " Căile șoimului ",  i-a apărut cu o întârziere de aproape un deceniu, în 1990.

### Anii 1980
În anii '80, s-a afirmat în paginile  revistei studențești Amfiteatru.
A publicat poezii, eseuri, traduceri, interviuri, cronici literare, cronici de artă în revistele: România literară, Luceafărul, Tomis, Tribuna, Convorbiri literare, Teatrul, Arta, Magyar Szo etc.  A colaborat la Radio România, la redacția Culturală, editorialist la revista " Viața studențească ". A fost printre primii jurnaliști și scriitori care au vorbit   la Radio-ul național,  în Decembrie 1989.
După 1990 este prezent în revistele literare cu poezii, eseuri, cronici literare, comentariu politic. 
A fost redactor al revistei Tomis, din Constanța (oraș în care a locuit câțiva ani).
În 1990-1991 a colaborat la ziarul România liberă. 
În 1992 a fost invitat de Ion Stratan, Mariana Marin și Hanibal Stănciulescu să facă parte din redacția revistei Contrapunct.
Din 1994 este  director al revistei Contrapunct și președinte al Fundației pentru literatură și arte vizuale Contrapunct.

## Operă poetică

### Volume
- Căile șoimului, 1990
- Cearcăn, 1991
- Abisul mîinilor, 1994
- Coloana oficială, 1994
- Transparență cu Pietà, 1997
- Capodopera cinematografică, 1998
- Intervalul răbdării, 2003
- Arhiva din spatele asinilor, 2007
- Hipnoza legii , 2017

## Antologii de autor
- Zidul din turn, cu o prefață de Alexandru Paleologu, 1996
- Crinul regal, colecția „Poeți români contemporani”, cu o prezentare de Dorin Tudoran, 1999
- Locuri prin care trece frontiera misterului, prefață Liviu Antonesei, postfață Gheorghe Grigurcu, 2014
- O sută și una de poezii, 2022

## Reeditări
- Zilele fluxului, cu o prefață de Ion Stratan, 2000
- Peisaj confiscat , cu o prefață de Gheorghe Grigurcu, 1996, 2006